# Вино позднего урожая

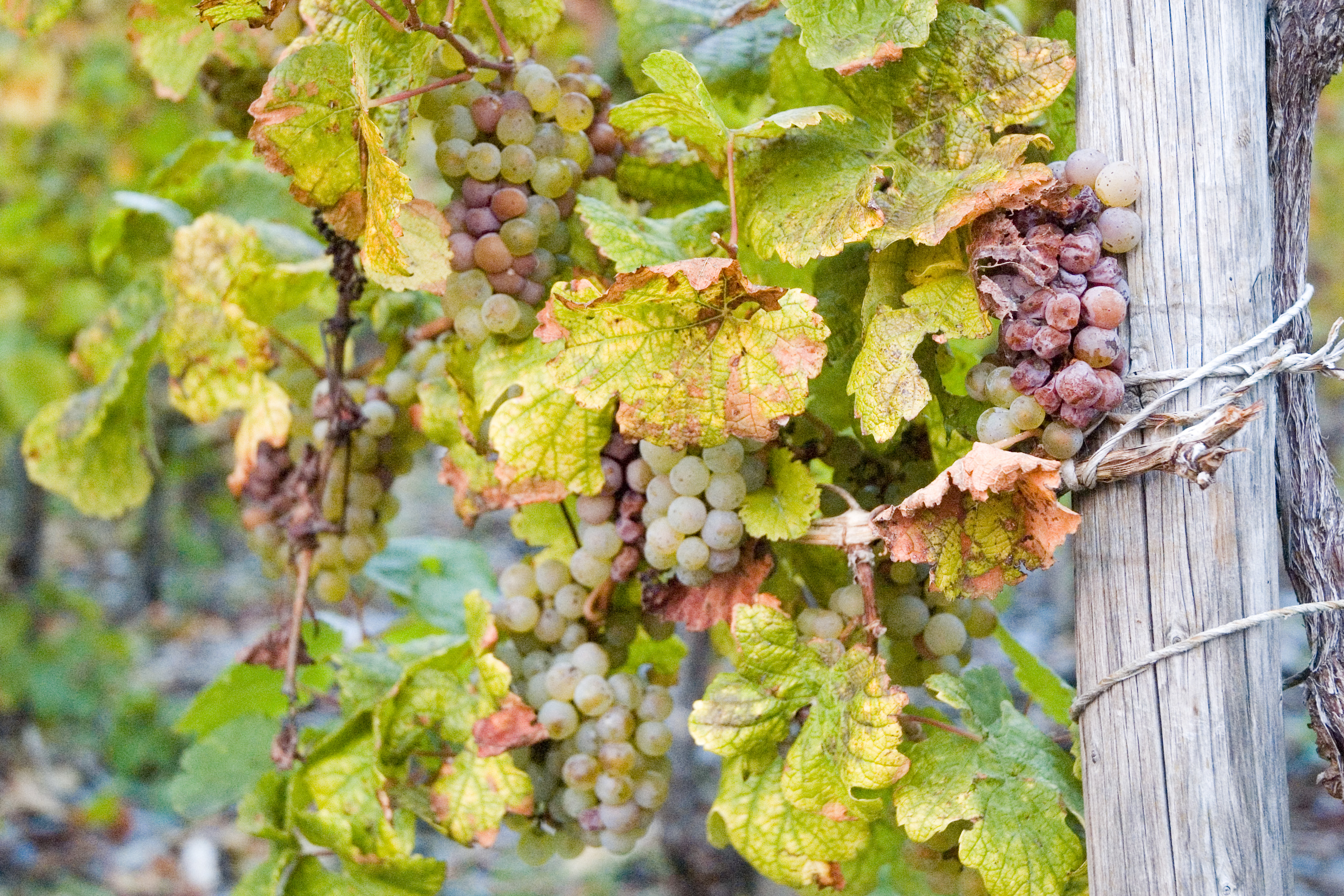
Виноград, пораженный ботритисом

Вино позднего урожая (вино позднего сбора) — вино, изготовленное из винограда, оставленного на лозе дольше, чем обычно. Виноград позднего сбора часто больше похож на изюм, но на лозе он обезвоживается естественным образом. Подавляющее большинство вин этой категории — сладкие белые десертные вина.
В некоторых странах Европы вино из подвяленного винограда именуется соломенным. Реже вино получают из винограда, который был заморожен на лозе. Самостоятельную, премиальную подкатегорию представляют собой вина из винограда, поражённого «благородной гнилью».

## «Благородная гниль»
Ботритис серый (Botrytis cinerea) — плесневый грибок, из-за которого виноград теряет почти всю содержащуюся в нём воду. Ягоды винограда, пораженного ботритисом, обычно очень сладкие и обладают своеобразным медовым ароматом (который иногда сравнивают с воском, мармеладом,  аптечными микстурами). Чтобы вино не получилось слишком приторным, его производят из винограда сортов, обладающих выраженной кислотностью: рислинга, совиньона, фурминта.
Грибок появляется на ягодах влажной тёплой осенью, вызывая их сморщивание и концентрацию аромата. Когда плесень проникает в кожуру, её споры начинают прорастать, в результате чего вода внутри испаряется, а виноград обезвоживается. При отсутствии воды сахар становится более концентрированным, и ботритис начинает изменять кислотность винограда. Обычно заражение ботритисом начинается в конце сентября и может продолжаться до конца октября. При высыхании ягод внутри образуется немного сладкого концентрированного сока, похожего по сладости на ликёр.
Чтобы не зависеть от благосклонности погоды, виноградари порой сознательно наносят грибок на грозди. Тем не менее итоговый уровень заражения грибком предсказать трудно, а подчас и невозможно. С учётом того, что у всех лоз скорость загнивания разная, требуется, чтобы сборщики урожая несколько раз проходили через виноградники в период с октября по ноябрь, чтобы вручную собирать весь ботритизированный виноград, образовавшийся с момента предыдущего прохода. Иногда с одного куста удаётся получить не более стакана сока, поэтому вина из ботритизированного винограда стоят существенно дороже обычных (и, как в случае с сотернами, часто выпускаются в бутылках половинного объёма — 375 мл).

## Типы вина

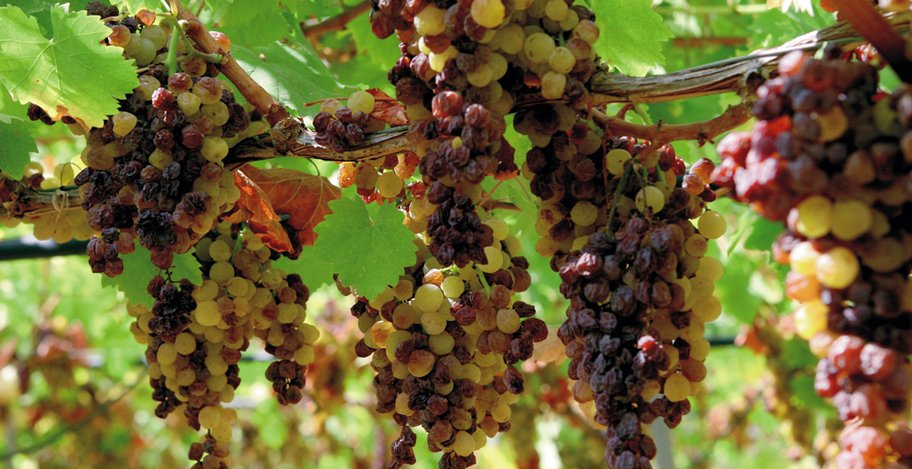
«Заизюмливание» винограда на лозе

Токайские вина производятся в одноимённом регионе Венгрии и Словакии. Основные сорта винограда — фурминт, жёлтый мускат и харслевелю/липовина. Исторически под токайским вином понимались вина из отобранных вручную ягод с «благородной гнилью», именуемых венграми aszú (ассу). Пик их популярности пришёлся на XVII—XVIII века — до начала производства аналогичных вин из ботритизированного винограда в Рейнгау и Сотерне. С XIX века также вырабатываются менее дорогие «самородные» вина из несортированного винограда (где в общей массе обычно присутствуют и ягоды, затронутые благородным гниением). Румынские вина из ботритизированных ягод производятся по сходной технологии в районе Контари.
В Германии и Австрии вина классифицируют по степени зрелости винограда на момент сбора урожая. Высший уровень вин — это предикатное вино, к которому относятся четыре уровня вин позднего урожая, примерно от сухих до очень сладких: Spätlese («поздний урожай»), Auslese («отборный урожай»), Beerenauslese («отборный урожай ягод») и Trockenbeerenauslese («отборный урожай сушёных ягод»), причем вина последних двух уровней — самые дорогие вина Центральной Европы — получают из ботритизированных ягод рислинга, отобранных вручную. Зародилась эта классификация в регионе Рейнгау.
К предикатному вину приравниваются довольно редкие ледяные вина, которые изготавливаются в холодных северных винодельческих регионах (например, в Германии и Канаде), где виноград может замёрзнуть на лозе. По мере прессования винограда кристаллы замороженной воды удаляются, оставляя высококонцентрированный сахар.

Самые известные и востребованные из ботритизированных вин Франции — сотерны, которые производятся на территории коммун Сотерн и Барсак к югу от Бордо из винограда сортов семильон и совиньон-блан. Семильон считается предпочтительным из-за тонкой кожуры винограда и восприимчивости к серой гнили, которая придает винограду высокое содержание сахара. Эти вина отличаются кислотностью, которая пикантно контрастирует с медовой сладостью. Во время ферментации сок переливается в дубовые винные бочки, где высокая концентрация сахара в сусле продлевает время ферментации, которая может длиться до года. Когда уровень алкоголя настолько высок, что убивает все присутствующие дрожжи, брожение прекращается, оставляя остаточный сахар на уровне от 8 до 12 %, а уровень алкоголя составляет около 14 %. После ферментации вино помещают в бочку для выдержки на два-три года, а затем разливают по бутылкам, где оно продолжит старение. Сотерн из уважаемого поместья (вроде Château d’Yquem) может выдерживаться в бутылках более 30 лет, хотя обычно они достигают своего пика через 10 лет после даты сбора винограда. Также ботритизированные ягоды, как правило, используются при приготовлении вин Вувре (долина Луары), которые в зависимости от пропорции этих ягод могут быть сладкими, полусладкими или полусухими. 

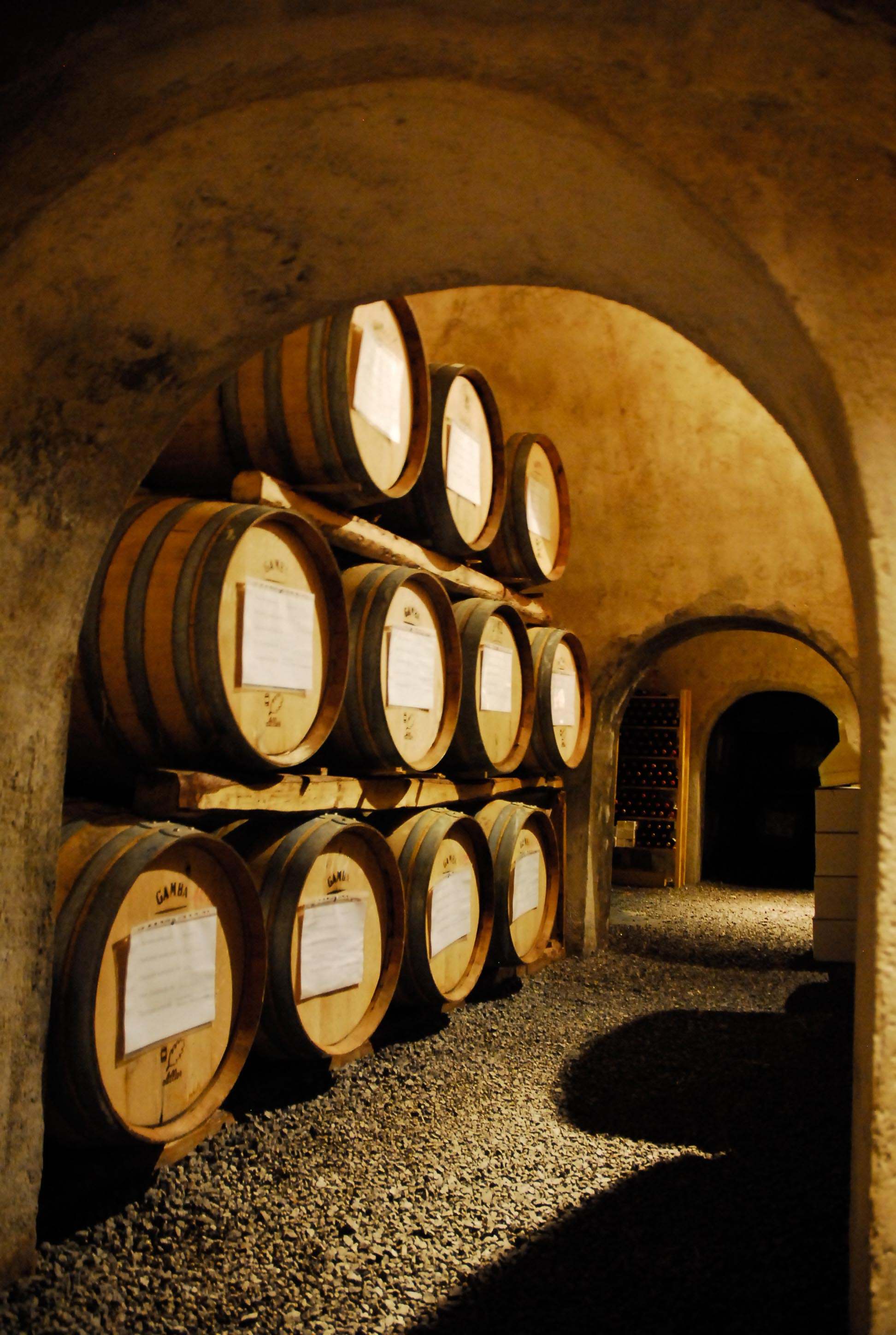
Выдержка заизюмленного вина на острове Пантеллерия в 68 км от побережья Туниса

Заизюмленные вина из винограда, оставленного на лозе на солнце для концентрирования сахара, с древнейших времён производятся на берегах Средиземного моря, включая острова Греции и Италии. Как и при производстве ледяного вина, уменьшение содержания воды в ягодах позволяет получить более насыщенный с точки зрения аромата и вкуса продукт. Другой вариант технологии состоит в том, что поздний виноград, достигший пика сахаристости, подсушивают уже после сбора в специально предназначенных для этого помещениях, однако такое вино обычно не относят к категории позднего урожая (так как сушить можно виноград, собранный в любое время, и некоторые производители предпочитают собирать подлежащий увяливанию виноград даже раньше срока).  В Италии вина из заизюмленного винограда называются passito, в Хорватии — прошек. В относительно жарком климате регионов, где выпускаются такие вина, «благородная гниль» практически не известна и, соответственно, в виноделии не используется.

## История
Древние жители Средиземноморского региона хорошо знали, что для получения самых насыщенных и сладких вин требуется собрать виноград позже нормы и подсушить. Об этом упоминают многие античные авторы — от Гесиода до Колумеллы.
В северных винодельческих областях вина позднего урожая стали цениться существенно позже. Лет четыреста-пятьсот назад — когда вина обычно не подвергались выдержке, перевозились на дальние расстояния в больших (и отнюдь не стерильных) бочках и поэтому редко избегали порчи ко второму году своей жизни — виноторговцы заметили, что лучше и дольше других сохраняются сахаристые вина, выжатые из перезревшего, особенно сладкого винограда, собранного ближе к ноябрю. Соответственно, негоцианты (в первую очередь, голландские) наиболее охотно приобретали у производителей именно такие вина, презрительно именуемые на винодельнях «гнилыми» (фр. vins pourris): за них платили дороже, их разбирали первыми.
Использование «гнилых» ягод для производства вина долгое время не афишировалось — в том числе и потому, что сладкие белые вина в католической традиции используются для причастия. Характерно, что сотерны первыми упоминают авторы духовного сословия, однако технологию их производства они обходят молчанием либо же туманно упоминают, что это секрет местных виноделов. Такая скрытность затрудняет установление времени, когда виноделы того или иного региона осознали ценность «благородной гнили» и начали целенаправленно её использовать.

## Экономические аспекты

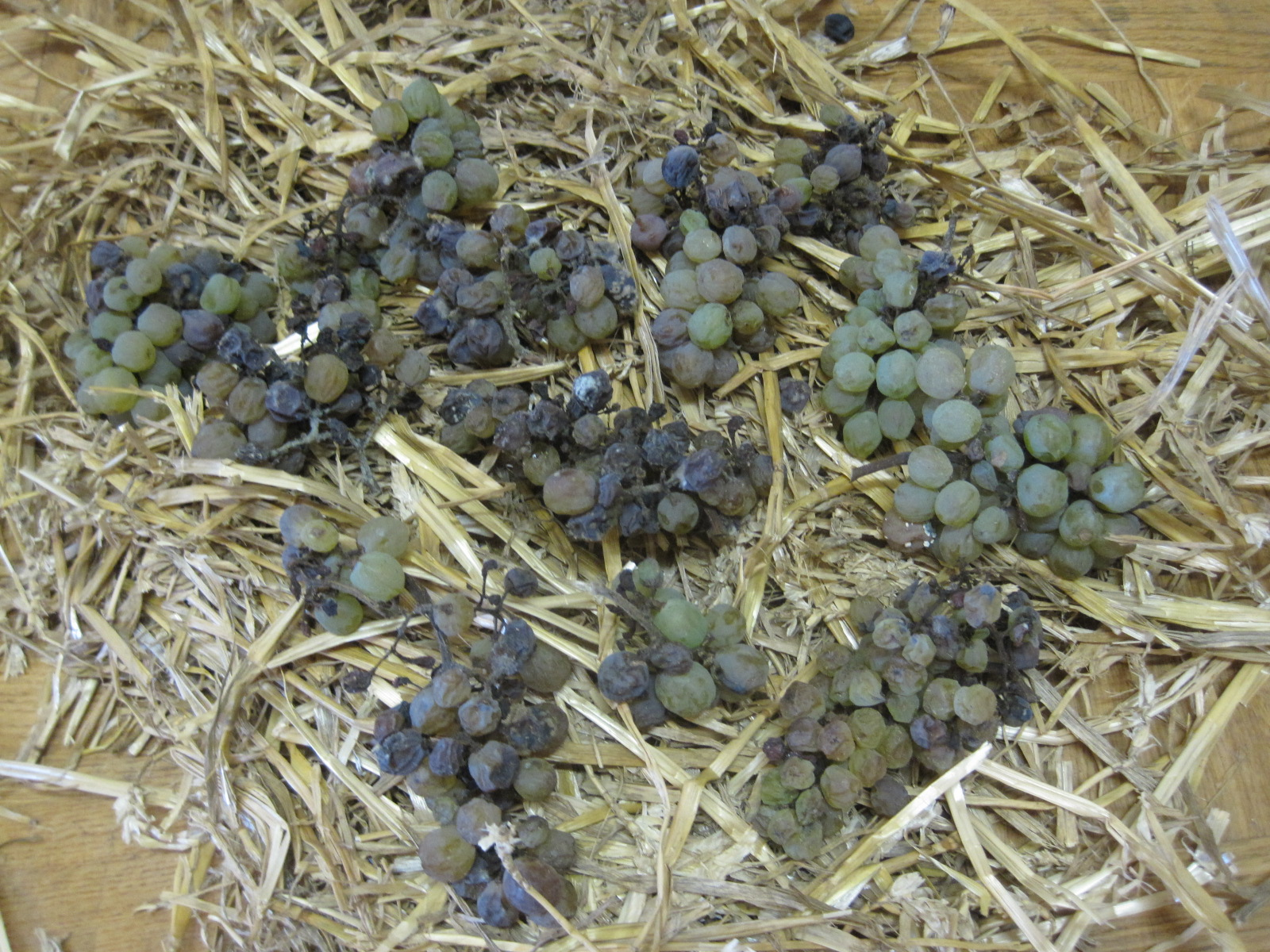
Сушка винограда позднего сбора на соломенной подложке, давшая название «соломенным» винам

Вина позднего урожая обычно стоят дороже обычных, так как для их изготовления (помимо трудоёмкости, риска утраты урожая из-за капризов осенней погоды, повышенной вероятности порчи вина и т. д.) просто требуется существенно больше винограда: например, из-за усушки ягод для прошека нужно в семь раз больше винограда, чем для обычного сухого вина. 
Особенно дорого обходится виноделам использование возможностей «благородной гнили». Помимо того, что в этом случае требуется ручной перебор снятых с куста ягод, для выявления постепенно появляющихся на кустах ботритизированных ягод сборщикам винограда приходится «прочёсывать» виноградник каждую неделю с сентября по ноябрь (вместо того, чтобы механически снять урожай за один заход). Тщательность отбора наиболее подходящих ягод, как правило, прямо пропорциональна цене конечного продукта. Производители базовых ботритизированных вин (например, недорогих сотернов), не имея финансовой возможности для многократного снятия ягод, обычно собирают виноград за один раз в надежде, что именно в дату сбора количество тронутых ботритисом ягод будет максимальным. 
Неудивительно, что названия видов предикатных вин содержат указание на степень использования ручного труда при отборе ягод. Ввиду высоких издержек маржинальность производства многих вин позднего урожая (особенно сладких ботритизированных) невелика, хотя в некоторые годы немецкие предикатные вина высшей категории стоят дороже любых иных белых вин мира.  Несопоставимо дешевле приготовить (не столь сладкие и концентрированные, но сохраняющие медовые оттенки «благородной гнили») вина из несортированного винограда позднего сбора, которые соответствуют «самородным» винам Токая.